# The Conrad Boys
The Conrad Boys è un film del 2006 diretto, scritto e interpretato da Justin Lo.
Il film non è stato distribuito in Italia.

## Trama
Charly è un diciannovenne che sembra avere tutto il mondo sulle spalle. Alla morte della madre ha dovuto abbandonare il college per assumersi la responsabilità del fratello Ben, un ragazzino di nove anni molto più maturo della sua età. Segretamente coltiva però ancora i suoi sogni di vivere fino in fondo la sua giovinezza e le sue speranze d'amore.
Una occasione gli appare quando conosce Jordan, un carismatico fannullone dall'animo perso. I due vanno subito d'accordo e s'imbarcano in una relazione tumultuosa che fa rivivere a Charly i suoi sogni abbandonati. In questo momento riappare però Doug, il padre da lungo tempo assente che vuole prendersi cura di Ben.
Combattuto fra l'affetto e la cura di Ben e il desiderio di andare avanti con Jordan, Charly deve interrogare profondamente la sua anima e prendere decisioni che riguardano il suo futuro e quello della sua famiglia.